# Rhynchomitra lingula
Rhynchomitra lingula är en insektsart som först beskrevs av Van Duzee 1908.  Rhynchomitra lingula ingår i släktet Rhynchomitra och familjen Dictyopharidae. Inga underarter finns listade i Catalogue of Life.